# Нойфельден
Нойфельден (нем. Neufelden) — ярмарочная коммуна (нем. Marktgemeinde) в Австрии, в федеральной земле Верхняя Австрия. 
Входит в состав округа Рорбах. Население составляет 1325 человек (на 31 декабря 2005 года). Занимает площадь 10 км². Официальный код — 41 321.

## Политическая ситуация
Бургомистр коммуны — Хуберт Хартль (АНП) по результатам выборов 2003 года.
Совет представителей коммуны (нем. Gemeinderat) состоит из 19 мест.
- АНП занимает 11 мест.
- СДПА занимает 6 мест.
- АПС занимает 1 место.
- Зелёные занимают 1 место.